# Pasterka

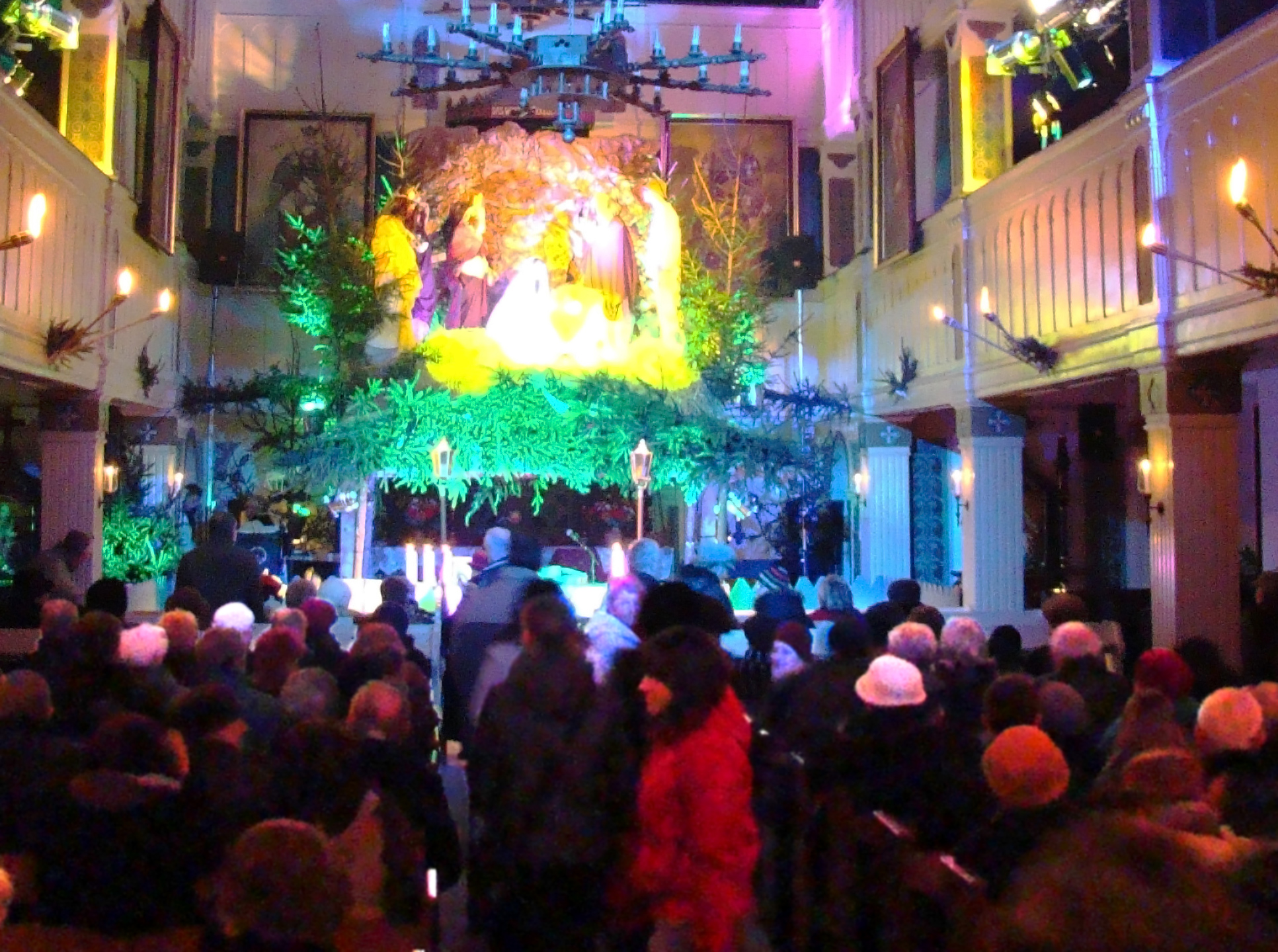
Pasterka celebrata nella chiesa di Santo Stanislao Kostka ad Aleksandrów Łódzki, nel 2009.

La Pasterka, o Messa dei pastori, è una delle tradizioni natalizie più importanti in Polonia.
Pasterka è il nome tradizionale della solenne messa della notte celebrata (di solito a mezzanotte o la sera della vigilia) dai cattolici romani durante il Natale in tutta la Polonia, come celebrazione liturgica che commemora la nascita di Gesù e la preghiera dei pastori diretti a Betlemme. La traduzione "Messa dei pastori" sarebbe in riferimento ai pastori della Bibbia, che furono visitati da un angelo e che si recarono a Betlemme per adorare il Cristo neonato. Durante questa messa, i fedeli cantano le tradizionali kolędy, canti natalizi ispirati alla calenda del martirologio romano per il 25 dicembre.

## Celebrazioni

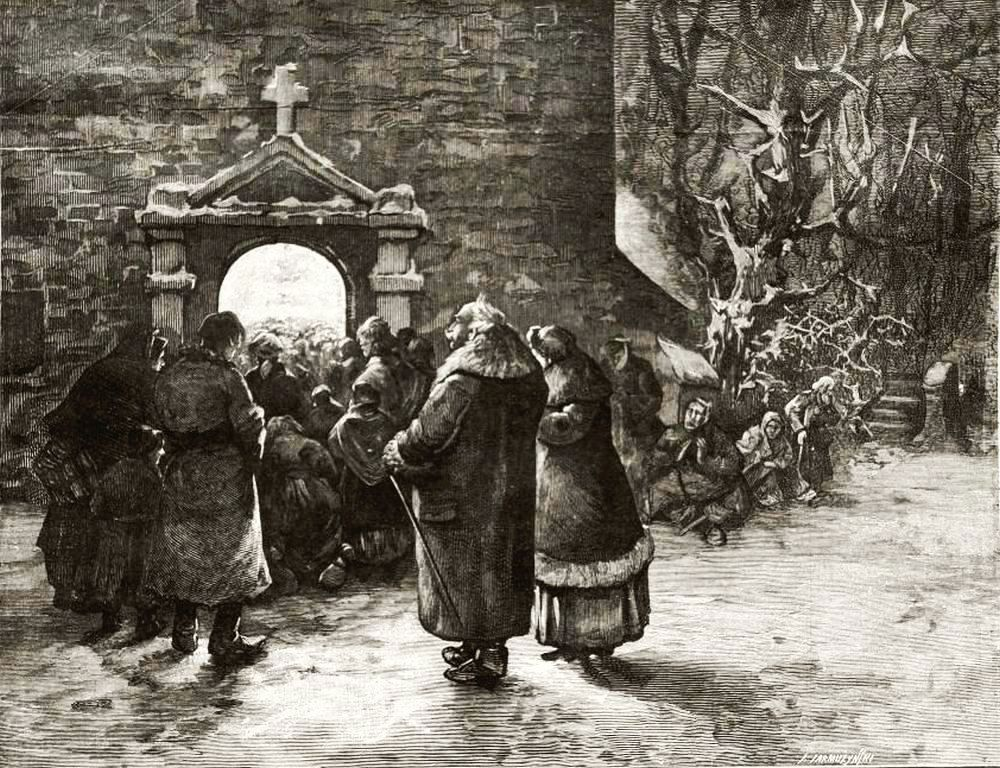
Disegno di una Pasterka in Polonia nel XIX secolo.

Secondo la tradizione polacca, la Pasterka si caratterizza per le preghiere e i testi biblici usati durante questa veglia natalizia. Può essere celebrata più volte il 24 dicembre, in più sedi dal parroco, presso la chiesa e una cappella vicina.
La partecipazione alle celebrazioni della Nascita di Cristo è obbligatoria per tutti i cattolici, pertanto tutti i praticanti che ne hanno la possibilità partecipano alla Pasterka serale o anche a più di una. Normalmente non vengono celebrate messe nel primo pomeriggio del 24 dicembre, che è l'ora della Wigilia, la cena tradizionale nelle case delle famiglie. La prima messa serale della vigilia di Natale (dopo il pasto della Wigilia) viene celebrata intorno alle 16:00 o comunque prima delle 20:00, seguita dalla messa delle 22:00 e dalla grande messa di mezzanotte. La musica in chiesa inizia ad essere suonata non appena si aprono le porte circa un'ora prima della messa.
Molti cattolici praticanti visitano la Chiesa due volte consecutive e sono incoraggiati dai loro preti a farlo.